# 南部実信
南部 実信（なんぶ さねのぶ）は、江戸時代前期の陸奥国盛岡藩の世嗣。通称は隼人。官位は従四位下・隼人正。

## 略歴
第4代藩主・南部行信の次男として誕生。母は毛利光広の娘・熊姫（清浄院）。
実信は行信の嫡子にして嗣子であったが、元禄13年（1700年）に父よりも早く死去してしまったため、三男で異母弟の信恩が家督を相続することになった。なお、信恩の正室は実信の母方の従姉妹である。
父の行信は儒教に傾斜していたために、葬儀は仏式でなく儒式で行われた。